# Белов, Владимир Никитич
 Владимир Никитич Белов  (2 июля 1923, Омск — 31 августа 1998, там же) — советский русский художник, живописец.

## Биография
Владимир Белов родился 2 июля 1923 года в Омске.
В 1941—1942 годах учился в Тюменском пехотном училище. В 1942—1943 годах участвовал в боях Великой Отечественной войны (Западный фронт). Имел ранение.
В 1943—1944 годах посещал городскую художественную студию (руководитель А. Н. Либеров.
В 1945 году был вновь призван в армию, служил командиром взвода охраны военной комендатуры г. Пренцлау (Германия).
В 1946 году окончил студию при Доме народного творчества. Стал членом Омского Товарищества художников.
В 1949 году работал в Художественно-промышленных мастерских Омского отделения Художественного фонда РСФСР.
В 1964 году Белов стал кандидатом в члены Союза художников СССР.
С 1967 года член Союза художников СССР.
В 1971—1973, 1975—1976 годах — член правления Омского отделения Союза художников.
В 1977—1980, 1983—1986 годах — член ревизионной комиссии.
В 1982—1983 годах председатель ревизионной комиссии.
Умер в 1998 году. Похоронен на Северо-Восточном кладбище Омска.

## Творчество
Автор лирических пейзажей.
Произведения вошли в экспозиции музеев Омска (ООМИИ им. М. А. Врубеля, ГМИО), более 50 работ в собрании ГОХМ «Либеров-центр», работы приобретались Дирекцией выставок Художественного фонда РСФСР, находятся в частных галереях Германии, Венгрии, Израиля.

## Основные работы
- Причал. 1967. Холст, масло.
- Оттепель. 1963. Холст, масло.
- Аршан. 1968. Холст, масло.
- Сороки. 1969. Холст, масло. 99х139. ООМИИ им. М. А. Врубеля.
- Снег выпал. 1972. Холст, масло.
- Поздняя осень. 1972. Холст, масло.
- Пора подснежников. 1977. Холст, масло. 80х99. ООМИИ им. М. А. Врубеля.
- Весенний мотив. 1981. Холст, масло. 64х79. ООМИИ им. М. А. Врубеля.
- Весна идёт. 1981. Холст, масло. 64х79.
- Над Иртышом. 1982. Холст, масло.

## Награды
Правительственные:
- Орден Отечественной войны II степени.
- Медаль «За победу над Германией в Великой Отечественной войне 1941—1945 гг.».
- Юбилейные медали.

Творческие награды:
- Медаль за участие в республиканской выставке, посвященной 100-летию со дня рождения В. И. Ленина (1970).
- Грамота СХ СССР за участие в выставке «Советская Россия» (1970).

СХ СССР

## Выставки
- 1956 г. Региональная выставка произведений художников Сибири и Дальнего востока. Иркутск.
- 1964 — I зональная художественная тематическая выставка «Сибирь социалистическая». Новосибирск.
- 1964 г. Групповая выставка художников В. Н. Белова, И. И. Волокитина, И. С. Никитенко, А. Б. Сапожникова. Дом художника. Омск.
- 1966 г. Выставка этюдов художников Омского отделения ХФ РСФСР. Дом художника. Омск.
- 1966 г. Выставка художников в честь 250-летия города Омска. Дом художника. Омск.
- 1967 г. II зональная выставка «Сибирь социалистическая», посвященная 50-летию Советской власти. Омск.
- 1968 г. Областная выставка омских художников «Ленинскому комсомолу посвящается». Дом художника. Омск.
- 1968 г. Областная художественная выставка «Художники — Октябрю». Дом художника. Омск.
- 1968 г. Групповая выставка «Художники Омска». Черновцы.
- 1969 г. III зональная выставка «Сибирь социалистическая» (к 100-летию со дня рождения В. И. Ленина). Красноярск.
- 1970 г. Областная выставка произведений омских художников, посвященная 100-летию со дня рождения В. И. Ленина. Дом художника. Омск.
- 1970 г. Республиканская выставка «Советская Россия». Москва.
- 1971 г. Республиканская выставка «Художники Урала, Сибири, Дальнего Востока». Москва.
- 1973 г. Персональная выставка. Дом художника. Омск.
- 1973 г. Юбилейная выставка, посвященная 40-летию Омской организации СХ и ХПМ. Дом художника. Омск.
- 1974 г. Персональная выставка. с. Саргатка Омской области. Омск.
- 1974 г. Отчетная выставка произведений художников потока «Горячий ключ».
- 1975 г. Зарубежная Выставка произведений омских художников в ВНР. Будапешт.
- 1975 г. Республиканская выставка «Советская Россия». Москва.
- 1975 г. IV-я зональная выставка «Сибирь социалистическая». Томск.
- 1975 г. Областная выставка, посвященная 30-летеию Победы над фашистской Германией. Дом художника. Омск.
- 1977 г. Республиканская выставка «60 лет Великого Октября». Москва.
- 1977 г. Областная выставка произведений омских художников, посвященная 60-летеию Великого Октября. Дом художника. Омск.
- 1977 г. Выставка произведений омских художников. Дом актера. Омск.
- 1979 г. Республиканская выставка «Мы строим БАМ». Улан-Удэ.
- 1979 г. Областная выставка произведений омских художников, посвященная 60-летию освобождения города Омска от колчаковщины. Дом художника. Омск.
- 1980 г. Республиканская выставка «Советская Россия». Москва.
- 1980 г. V зональная выставка «Сибирь социалистическая». Барнаул.
- 1979 г. Республиканская выставка «По родной стране». Москва.
- 1982/83 г. Юбилейная выставка произведений омских художников «Омская земля» (50 лет организации). Дом художника. Омск.
- 1983/84 г. Юбилейная выставка произведений омских художников «Омская земля» (50 лет организации). Москва, Ленинград.
- 1982 — Дар омских художников колхозу «Родина» станицы Казанской Краснодарского края. Казанская.
- 1983 г. Персональная выставка. Дом художника. Омск.
- 1983 г. Республиканская выставка «Нивы Алтая». Барнаул.
- 1983 г. Республиканская выставка «Художники России — БАМу». Чита.
- 1984/85 г. Выставка произведений омских художников «Омская земля». Дом художника. Омск.
- 1984 г. Выставка произведений омских художников «Омск и омичи». Дом художника. Омск.
- 1984 г. Выставка, посвященная 60-летию ООМИИ. Дом художника. Омск.
- 1984—1985 гг. Выставка произведений омских художников «Хлеб омской земли», посвященная 30-летию освоения целины. Дом художника. Омск.
- 1985 г. Республиканская выставка «Советская Россия». Москва.
- 1985 г. VI зональная выставка «Сибирь социалистическая». Кемерово.
- 1985 г. Областная выставка, посвященная 40-летию Победы над Германией, «Омичи в труде и бою». Дом художника. Омск.
- 1985 г. Выставка «Нам нужен мир!». ООМИИ. Омск.
- 1986 г. Выставка произведений омских художников «Слава труду», посвященная XXVII съезду КПСС. Дом художника. Омск.
- 1986 г. Областная выставка произведений омских художников «Художник и город», посвященная 270-летию основания города Омска. Дом художника. Омск.
- 1986 г. Выставка омских художников в ЦДРИ. Москва.
- 1987 г. Областная выставка произведений омских художников «Художники — Октябрю», посвященная 70-летию Великого Октября. Дом художника. Омск.
- 1997 г. Выставка «Союз нерушимый. 50-е годы». Дом художника. Омск.
- 1998/99 гг. Выставка «ЗДЕСЬ». Дом художника, ГМИО. Омск.
- 1999 г. Выставка «Искусство XX века». ООМИИ им. М. А. Врубеля. Омск.
- 1999 г. Выставка «Экспонаты, подаренные Вами…». ООМИИ им. М. А. Врубеля. Омск.
- 2000 г. Персональная выставка. ГОХМ «Либеров-центр». Омск.
- 2000 г. Выставка «К. Белов и художники его времени». Дом художника. Омск.
- 2002 г. Выставка «Омский Союз художников в контрастах эпохи». К 70-летию образования Омской организации СХ России. ООМИИ им. М. А. Врубеля. Омск.
- 2003 г. Персональная выставка. ООМИИ им. М. А. Врубеля. Омск.
- 2008 г. Персональная выставка. ГОХМ «Либеров-центр». Омск.

## Творческие дачи
- 1962 г. Творческая дача им. Д. Н. Кардовского.
- 1974 г. Творческая дача «Горячий ключ».
- 1989 г. Академическая дача.

## Творческие поездки
Совершил творческие поездки Среднюю Азию, Казахстан, Белоруссию, на Байкал, в Красноярский край, Алтай, Туву, по Омской области.